# Dewey Markham
Pour les articles homonymes, voir Markham (homonymie).
Dewey "Pigmeat" Markham est un acteur et réalisateur américain né le 18 avril 1904 à Durham, Caroline du Nord (États-Unis), décédé le 13 décembre 1981  à New York (New York). Il est aussi comédien, chanteur et danseur.

## Biographie
Né dans le district de Hayti, à Durham, Dewey Markham commence à se produire dès 1917 dans les carnavals et les medicine shows du Sud américain en tant que danseur et comédien. Dans les années 1920, il s'installe à New York. Il se présente au Harlem Alhambra et puis à l'Apollo Theater avec le sketch Here comes the judge, dans lequel il joue le rôle du juge George Wilshire. Au cours de sa carrière, il fut invité aux émissions d'Ed Sullivan, Johnny Carson, Mike Douglas et Merv Griffin. Il a également enregistré 16 albums.
Avec sa femme, Bernice, il a deux enfants : Dewey et Cathy.
Dewey Marjham est disparu à l'hôpital Montefiore dans le Bronx après avoir subi une attaque massive, à l'âge de 77 ans.

## Filmographie

### comme acteur
- 1940 : One Big Mistake
- 1940 : Mr. Smith Goes Ghost
- 1940 : Swanee Showboat
- 1940 : Am I Guilty? : Proprietor
- 1944 : That's My Baby! (en) de William Berke : Pigmeat, the Butler
- 1945 : Pigmeat Throws the Bull
- 1946 : Fight That Ghost
- 1946 : House-Rent Party
- 1947 : Wrong Mr. Wright
- 1947 : Junction 88 : Pigmeat
- 1947 : Pigmeat's Laugh Hepcats
- 1947 : Hell Cats
- 1947 : Ferme ta grande gueule! (en) (Shut My Big Mouth) de Charles Barton

### comme réalisateur
- 1940 : Mr. Smith Goes Ghost